# 鉄隕石

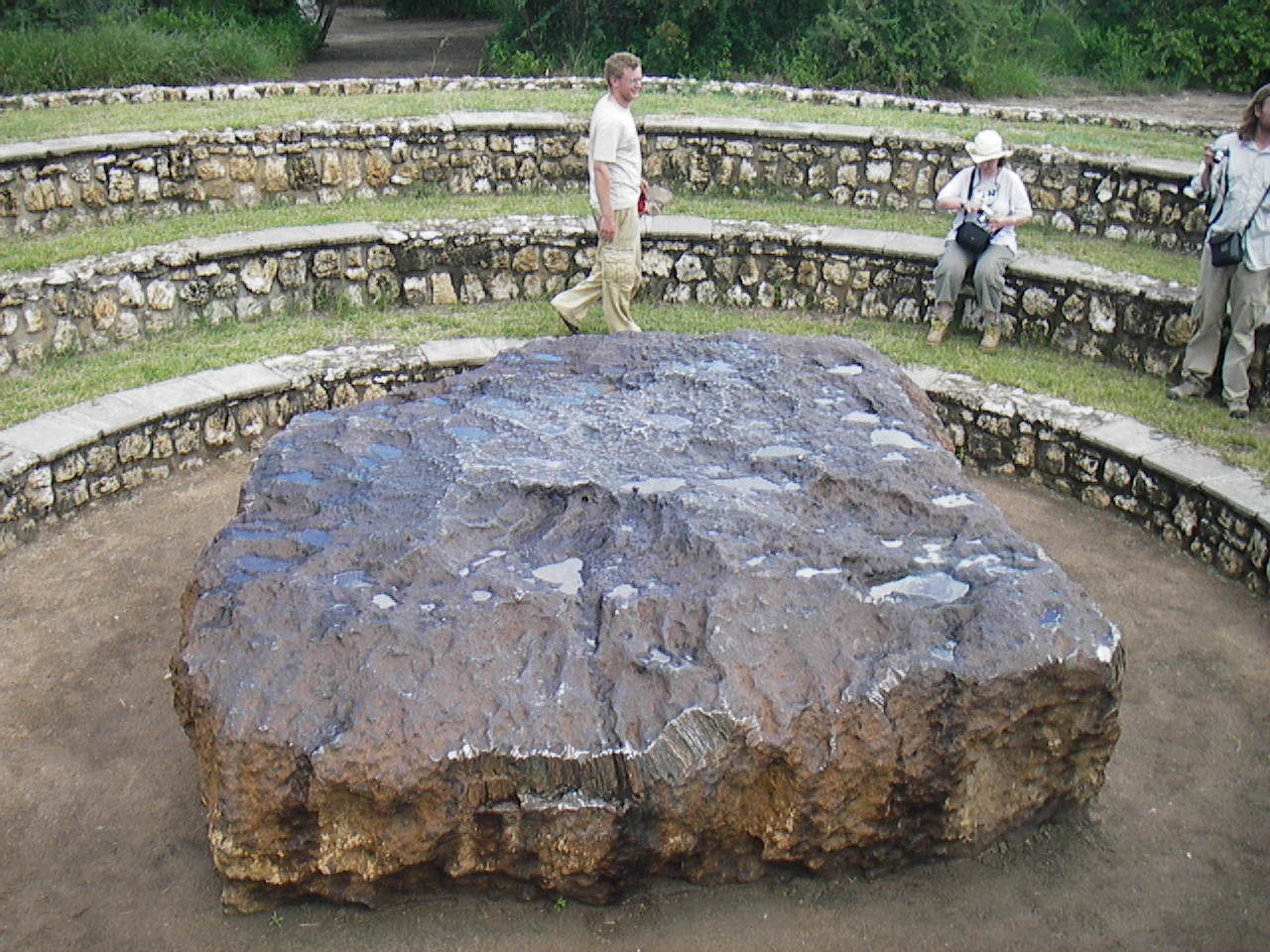
大型の鉄隕石（ホバ隕石）

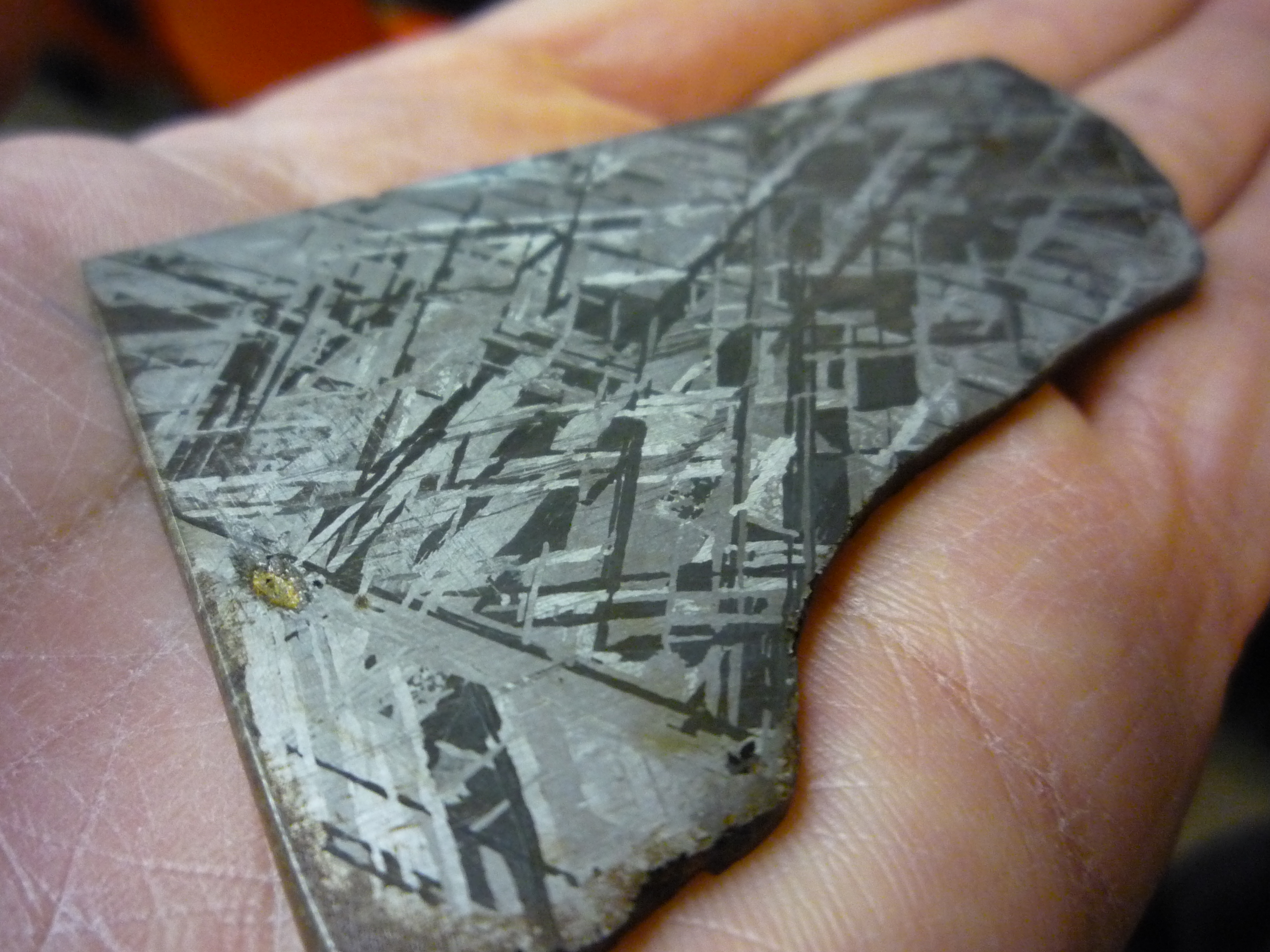
オクタヘドライトのウィドマンシュテッテン構造

鉄隕石（てついんせき、英: iron meteorite）は、鉄‐ニッケル合金からなる隕石である。隕鉄（いんてつ、英: meteoric iron）ともいう。

## 概要
分化した小惑星の金属核が起源と考えられている。なお、これに対し、マントルが石鉄隕石、地殻がエイコンドライトとなる。
鉱物的には、ニッケルに乏しいカマサイトとニッケルに富んだテーナイトからなる。このほか包含物もあり、鉄鉱物のトロイライト (FeS)、シュライバーサイト ((Fe,Ni,Co)3P)、コーヘナイト((Fe,Ni,Co)3C) が代表的である。軽い鉱物である石墨、ダイヤモンド、ケイ酸塩鉱物を含むこともある。ケイ酸塩の比率が高くなると、石鉄隕石に分類される。
風化に強いため、古い鉄隕石も比較的よい状態で見つかる。発見された中で最大のホバ隕石を始め、最大級の隕石はいずれも鉄隕石である。

## 分類

### 構造的分類
構造により、ヘキサヘドライト (H)、オクタヘドライト (O)、アタキサイト (D) に大きく分けられる。構造の違いはニッケル含有比を反映している。
ヘキサヘドライトは、ニッケル比が4.5–6.5%で、カマサイトからなる。断面にはノイマンラインが見える。
オクタヘドライトは、ニッケル比が6.5–13%で、カマサイトとテーナイトの混合物である。カマサイトとテーナイトは正八面体構造を作るため、断面にはウィドマンシュテッテン構造が現れる。オクタヘドライトは、ウィドマンシュテッテン構造のバンドの幅により、最粗粒 (coarsest, Ogg)、粗粒 (coarse, Og)、中粒 (medium, Om)、細粒 (fine, Of)、最細粒 (finest, Off)、プレスティック (Opl) に分類される。大まかに言って、ニッケルが少ないほど粗粒になる。
アタキサイトは、ニッケル比が13%以上で、テーナイトと微量のカマサイトの細粒混合物、つまりプレッサイトからなる。内部には顕著な構造がなく、肉眼での判別は難しい。

### 化学的分類
構造的分類とは別に、微量元素も考慮した化学的分類がある。鉄隕石の87%は、元素比がほぼ等しい十数の化学的グループに分類されており、これらは鉄隕石の母天体に対応していると推測されている。
| 構造的分類           | 構造的分類           | 化学的分類    |
| -------------------- | -------------------- | ------------- |
| ヘキサヘドライト (H) | ヘキサヘドライト (H) | IIA           |
| オクタヘドライト (O) | 最粗粒 (Ogg)         | IIB           |
| オクタヘドライト (O) | 粗粒 (Og)            | IAB, IIIE     |
| オクタヘドライト (O) | 中粒 (Om)            | IID, IIIAB    |
| オクタヘドライト (O) | 細粒 (Of)            | IIIC, IVA     |
| オクタヘドライト (O) | 最細粒 (Off)         | IIID          |
| オクタヘドライト (O) | プレスティック (Opl) | IIC           |
| アタキサイト (D)     | アタキサイト (D)     | IVB           |
| -                    | -                    | IC, IIE, IIIF |

これらは当初、I～IVの4つに分けられていたが、IA, IB, … などに細分され、その後一部が再統合され IAB (= IA + IB) などとなっている。

## 利用
金属の製錬技術を持たなかった時代あるいは地域の人々は、隕鉄を貴重な金属として、道具に使っていた。天からもたらされた物質であることが知られると、宗教的な意味づけが加わり、珍重されることもあった。現代では、もっぱら隕石としての博物学的な価値があるのみである。
古代の西アジアや中国では、鉄使用の初期の頃、隕鉄を利用したが、量が限られたため、青銅に代わって、鉄器が主流となることはなかった。